# 有栖川宫织仁亲王
有栖川宫织仁亲王（宝历4年7月2日（1754年8月19日） - 文政3年2月20日（1820年4月2日）），是江户时代的皇族，有栖川宫职仁亲王的第七王子。有栖川宫第六代当主。

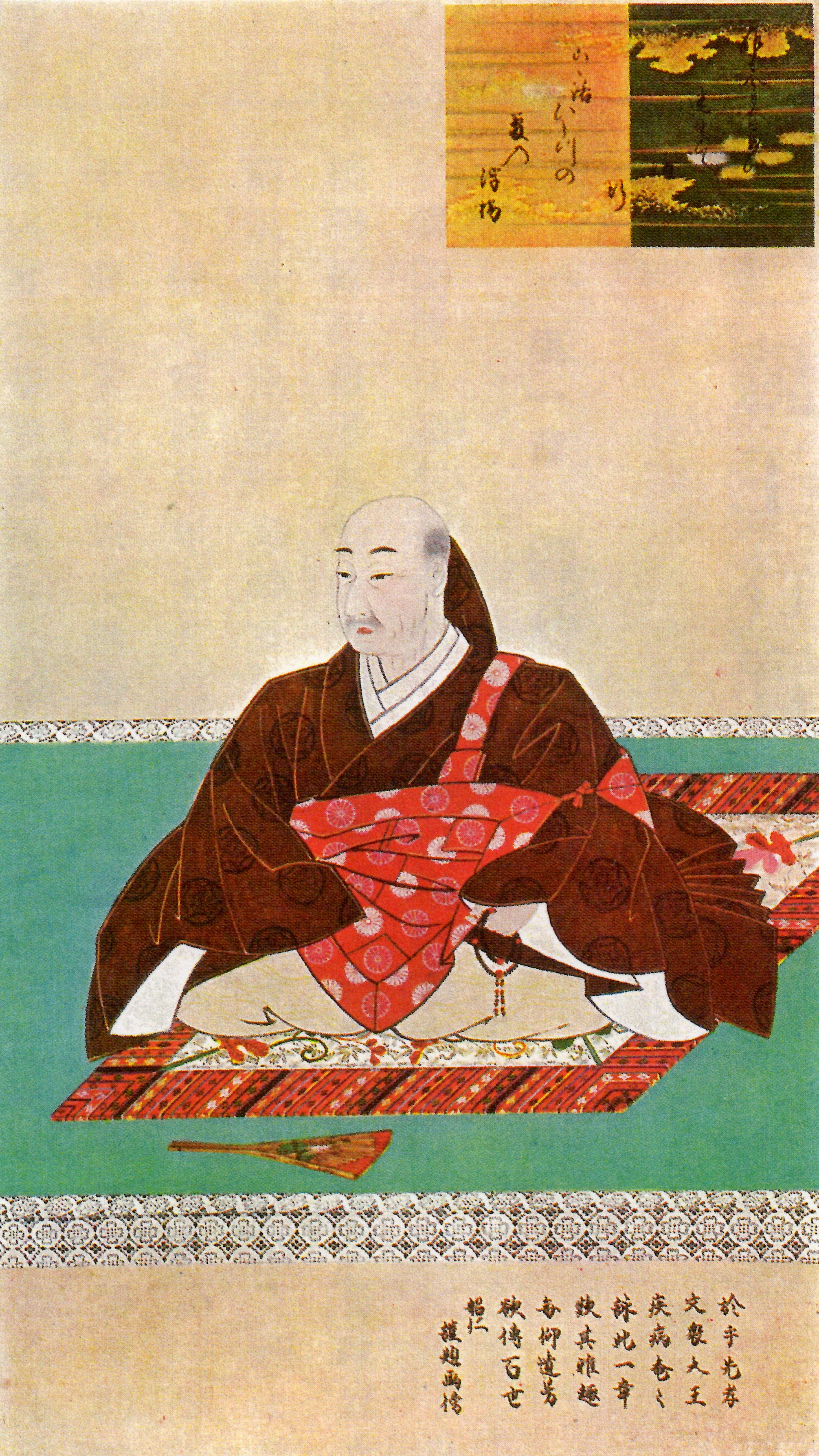
有栖川宫织仁亲王

## 生平
幼名寿手宫。
1756年十二月十九日被决定继承有栖川宫。1762年十二月七日，成为桃园天皇的犹子。1763年十月五日，赐名織仁，同年十月十六日成为亲王。第二年三月十八日，举行元服礼，授予三品，任兵部卿。1765年，授予二品。1770年十一月一日，任中务卿。1811年十二月十九日，授予一品。
1812年二月十五日，辞去职务出家，法名龙渊。
1820年4月2日去世，享年65岁，死后葬于大德寺龙光院。

## 家系
- 第1王子：高贵宫（1776～1777）
- 第1王女：孚希宫·织子女王（1780～1796）广岛藩主·浅野齐贤（日语：浅野斉賢）正室
- 第2王女：荣宫·幸子女王（1782～1852）长州藩主·毛利齐房（日语：毛利斉房）正室
- 第2王子：阿计宫·有栖川宫韶仁亲王（1785～1845）
- 第3王女：淑宫·大仪文成（1787～1846）
- 第3王子：永宮・承真法親王（1787～1841）
- 第4王子：亀代宮・舜仁法親王（1789～1831）
- 第4王女：繁宮（1789～1790）
- 第5王女：幾宮（1790～1791）
- 第6王女：千鶴宮・尊照荣暉（1792～1845）
- 第7王女：美保宮・煕子女王（1792～1817）
- 第8王女：乐宮・喬子女王（1795～1840）第12代将军德川家慶正室
- 第9王女：弥宮（1795～1796）
- 第10王女：寿宮（1796～1807）
- 第5王子：誠宮・济仁法親王（1797～1847）
- 第11王女：嘉寧宮・苞子女王（1798～1819）
- 第6王子：綽宮（1798）
- 第7王子：万信宮（1800）
- 第8王子：種宮・尊超入道親王（1801～1852）
- 第12王女：登美宮・吉子女王（1804～1893）水户藩主德川齐昭正室、第15代将軍德川慶喜生母